# Пенароса
„Пенароса“ (на италиански: Società Sportiva Pennarossa), е футболен клуб от град Киезануова, Сан Марино.

## История
Клубът е основан през 1968 година.
Играе домакинските си мачове на стадион „Кампо спортиво ди Киезануова“ в Киезануова с капацитет 300 места.
Шампион на Сан Марино през 2004 година, 2-кратен носител на Купата и веднъж Суперкупата на страната.

## Успехи
- Шампионат на Сан Марино:
  -  Шампион (1): 2003/04
  -  Сребърен медал (1): 2002/03, 2005/06
  -  Бронзов медал (1): 2022/23
- Купа Титано (Купа на Сан Марино): 
  -  Носител (2): 2004, 2005
  -  Финалист (2): 2011/12, 2015/16
- Суперкупа/Трофео Федерале: 
  -  Носител (1): 2003
  -  Финалист (2): 2002, 2005